# Песента на морето
„Песента на морето“ (на английски: Song of the Sea) е анимационен филм от 2014 г. на режисьора Том Мур.
Премиерата е на 6 септември 2014 г. в рамките на кинофестивала в Торонто.

## Актьорски състав
| Актьор           | Роля            |
| ---------------- | --------------- |
| Дейвид Роул      | Бен             |
| Брендан Глийсън  | Конър / Мак Лир |
| Фионула Фланаган | баба / Маха     |
| Лиса Ханиган     | Брона           |
| Луси О'Конъл     | Сирша           |

## Саундтрак
Song of the Sea (Original Motion Picture Soundtrack)
1. Song of the Sea – Lisa Hannigan
2. The Mother's Portrait
3. The Sea Scene
4. The Song – Lisa Hannigan и Lucy O'Connell
5. The Key in the Sea
6. The Derry Tune
7. In the Streets
8. Dance with the Fish
9. The Seals
10. Something Is Wrong – Lisa Hannigan
11. Run
12. Head Credits – Lisa Hannigan
13. Get Away
14. Help
15. Sadness
16. Molly
17. I Hate You
18. Who Are You
19. The Storm
20. Katy's Tune
21. In the Bus – Lisa Hannigan
22. The Thread – Lisa Hannigan
23. Amhrán Na Farraige – Lisa Hannigan
24. Song of the Sea (Lullaby) – Nolwenn Leroy
25. La chanson de la mer (berceuse) – Nolwenn Leroy

## Награди и номинации
| Категория                                            | Номиниран                                          | Резултат                |
| Ани (31 януари 2015 г.)                              | Ани (31 януари 2015 г.)                            | Ани (31 януари 2015 г.) |
| ---------------------------------------------------- | -------------------------------------------------- | ----------------------- |
| Най-добър пълнометражен анимационен филм             | Най-добър пълнометражен анимационен филм           | номинация               |
| Най-добър дизайн на персонажи в анимационен филм     | Най-добър дизайн на персонажи в анимационен филм   | номинация               |
| Най-добър дизайн на продукцията в анимационен филм   | Най-добър дизайн на продукцията в анимационен филм | номинация               |
| Най-добър монтаж в анимационен филм                  | Най-добър монтаж в анимационен филм                | номинация               |
| Най-добра режисура на пълнометражен анимационен филм | Том Мур                                            | номинация               |
| Най-добър сценарий на пълнометражен анимационен филм | Уил Колинс                                         | номинация               |
| Най-добра музика в пълнометражен анимационен филм    | Бруно Куле и Kíla                                  | номинация               |
| Сателит (15 февруари 2015 г.)                        |                                                    |                         |
| Най-добър анимационен филм                           | Най-добър анимационен филм                         | награда                 |
| Сезар (20 февруари 2015 г.)                          |                                                    |                         |
| Най-добър анимационен филм                           | Най-добър анимационен филм                         | номинация               |
| Оскар (22 февруари 2015 г.)                          |                                                    |                         |
| Най-добър пълнометражен анимационен филм             | Най-добър пълнометражен анимационен филм           | номинация               |
| Европейски филмови награди (12 декември 2015 г.)     |                                                    |                         |
| Най-добър пълнометражен анимационен филм             | Най-добър пълнометражен анимационен филм           | награда                 |
| Емпайър (20 март 2016 г.)                            |                                                    |                         |
| Най-добър анимационен филм                           | Най-добър анимационен филм                         | номинация               |